# Anydrophila sirdar
Anydrophila sirdar là một loài bướm đêm trong họ Noctuidae.